# 光南薄皮蘚
光南薄皮蘚（学名：Leptocladiella psilura）为塔蘚科薄皮蘚屬下的一个种。